# Wohn- und Wirtschaftsgebäude Am Brink 7

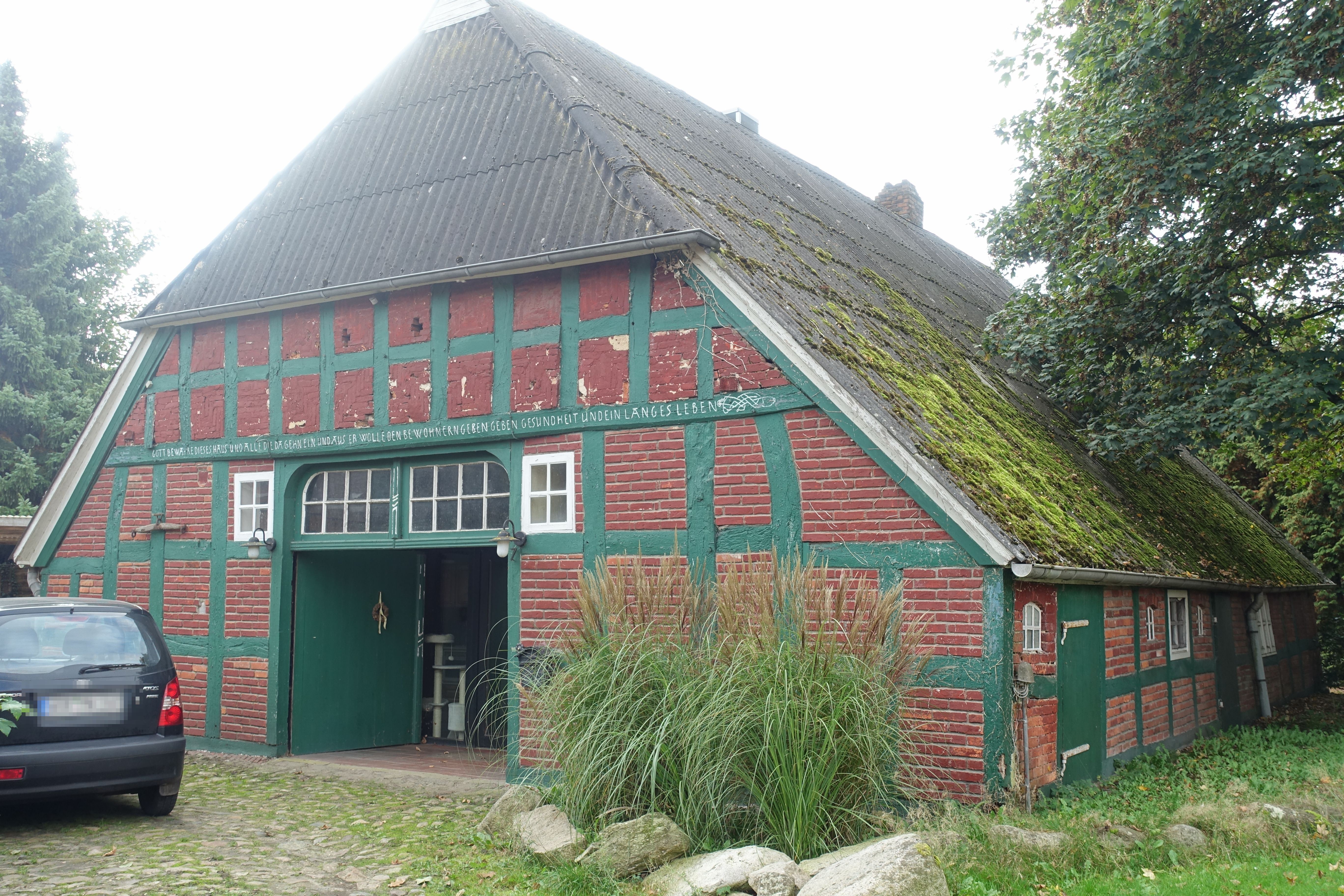
Nordost- und Nordwestfassade (2022)

Das Wohn- und Wirtschaftsgebäude Am Brink 7 in der niedersächsischen Gemeinde Hepstedt wurde im 18. Jahrhundert gebaut. Aktuell (2025) wird es zum Wohnen und gewerblich genutzt.
Das Gebäude steht unter Denkmalschutz (siehe auch Liste der Baudenkmale in Hepstedt).

## Geschichte und Beschreibung
Hepstedt wurde 1004 erstmals erwähnt und gehört zur heutigen Samtgemeinde Tarmstedt im Landkreis Rotenburg (Wümme).
Das eingeschossige giebelständige schräg stehende Gebäude als Zweiständer-Hallenhaus in Fachwerk mit Steinausfachungen, Krüppelwalmdach, Uhlenloch und Grooter Door mit geradem Abschluss, wurde in der zweiten Hälfte des 18. Jahrhunderts gebaut. Später fanden Veränderungen am Wirtschaftsgiebel statt, wobei auch die seitlichen Stalltüren entfielen.
Das Landesdenkmalamt befand u. a.: „… ein regionstypisches Hallenhaus der zweiten Hälfte des 18. Jahrhunderts in Zweiständerkonstruktion ….“